# راجا غوسنيل
راجا غوسنيل (بالإنجليزية: Raja Gosnell)‏ (مواليد 9 ديسمبر 1958 في لوس أنجلوس)، هو مخرج أمريكي بدأ نشاطه سنة 1984.

## الأعمال
- وحيد في المنزل 3
- لم تقبل من قبل
- منزل بيغ ماما
- بيفرلي هيلز تشيواوا
- السنافر
- السنافر 2
- امرأة جميلة
- وحيد في المنزل
- وحيد في المنزل 2: ضائع في نيويورك
- السيدة داوتفاير

## وصلات خارجية
- راجا غوسنيل على موقع IMDb (الإنجليزية)
- راجا غوسنيل على موقع ألو سيني (الفرنسية)
- راجا غوسنيل على موقع أول موفي (الإنجليزية)
- راجا غوسنيل على موقع بوكس أوفيس موجو (الإنجليزية)
- راجا غوسنيل على موقع قاعدة بيانات الأفلام السويدية (السويدية)
- راجا غوسنيل على موقع إن إن دي بي (الإنجليزية)
- راجا غوسنيل على موقع قاعدة بيانات الفيلم (الإنجليزية)
- راجا غوسنيل على موقع كينوبويسك (الروسية)